# 全日本プロレス (メサイヤのゲーム)
『全日本プロレス』（ぜんにほんプロレス）は、ナツメが開発しメサイヤより1993年7月16日に発売されたスーパーファミコン用プロレスゲーム。『全日本プロレス』シリーズ第一弾ソフト。
タイトルにもなっている全日本プロレスの協力のもと製作された、日本のゲーム史上初のプロレス団体公認ゲームである。所属選手16名全員が実名で登場する他、300種類におよぶプロレス技を再現している。

## ゲームシステム
- プロレスゲームではオーソドックスな、組み合ったと同時にボタンを押すというタイミング式の操作となっている。
- ジャイアント馬場と川田利明を除き、Rボタンで各選手特有のパフォーマンスをすることができる。
- カウントぎりぎりでフォールを返した時には「重低音ストンピング」を聞くことができる。

## ゲームモード
- 三冠ヘビー級選手権
- ヘビー級タッグ選手権
- チャンピオン・カーニバル
- 世界最強タッグ決定リーグ戦
- ジャイアントシリーズ
- 鶴田軍 VS 超世代軍
- 馬場のプロレス道場

## 登場レスラー
- ジャイアント馬場
- ジャンボ鶴田
- 三沢光晴
- 川田利明
- 田上明
- 小橋建太
- 渕正信
- 小川良成
- 菊地毅
- ラッシャー木村
- スタン・ハンセン
- テリー・ゴディ
- ダニー・スパイビー
- スティーブ・ウィリアムス
- パトリオット
- ジョニー・エース

## スタッフ
- プロモーション・プロジェクト・チーム：横江靖明、石塚輝、岩本紀彦、菊池隆、松田明生
- ゲーム・デザイン：石塚輝、森本幸雄
- プログラム：菱川裕、のうつよし
- グラフィック・チーフ：井上功
- レスラー・グラフィック：みやもとしんや、なかざわしんや、みながわつよし
- 背景ユニット、レスラー・アクション・デザイン：森本幸雄
- サウンド・ユニット：水谷郁
- アドバイザー：馬場正平（全日本プロレス）、浜村弘一（週刊ファミコン通信）、土田俊郎
- テクニカル・サポート：大矢哲也
- スペシャル・サンクス：薮崎久也、進藤恭佐、だいごさんけんいち、八坂圭祐、高岡周哉、やまおあすか
- プロデュース：石塚輝、横江靖明
- エグゼクティブ・プロデューサー：渋谷実夫

## 評価
ゲーム誌『ファミコン通信』の「クロスレビュー」では7・6・7・7の合計27点（満40点）、『ファミリーコンピュータMagazine』の読者投票による「ゲーム通信簿」での評価は以下の通り、22.6点（満30点）となっている。
| 項目 | キャラクタ | 音楽 | お買得度 | 操作性 | 熱中度 | オリジナリティ | 総合 |
| 得点 | 3.9        | 3.6  | 3.6      | 3.8    | 4.0    | 3.7            | 22.6 |

## 続編
※特記ない限り、スーパーファミコン用ソフトである。
- 全日本プロレス´ 世界最強タッグ - 同年12月28日発売。
- 全日本プロレス ジェット - 1994年7月15日発売。同シリーズのゲームボーイ版
- 全日本プロレス2 3・4武道館 - 1995年4月7日発売。当シリーズ唯一のナンバリング作品。

## 関連作品
- 全日本プロレス ファイトだポン! - 1994年6月25日発売。カードバトルシステムによるボードゲーム。スーパーファミコン用ソフト。ほぼハメ技だけで勝てるのが特徴[4]。
- 全日本プロレス (セガのゲーム) - セガから発売されたプロレスゲームシリーズ。本作と同じく全日本プロレスの協力を受けて制作されている。